# Рагозина, Зинаида Алексеевна
Зинаида Алексеевна (Александровна?) Рагозина (урожд. Вердеревская, известна также под фамилиями Агренева и Кельсиева; 1830-е, Рязанская губерния — 1924, Ленинград) — русская и американская писательница, переводчик, востоковед, популяризатор науки.

## Биография
Родилась в Рязанской губернии в 1830-х годах (источники указывают: 1834, 1835 и 1838 годы). Происходила из старинной дворянской семьи Вердеревских. Её брат, Евграф Алексеевич (Евграф Александрович, Евгений Александрович??) Вердеревский, был известен как писатель.
Проведя большую часть детства в Италии, среди памятников Древнего Рима, она с детства была увлечена историей. Работала в отделе иностранных политических известий газеты «Голос». Литературную деятельность начала с переводов на русский язык романа Диккенса «Эдвин Друд», «Подчинение женщины» Милля и «Истории Французской революции» Тьера.
Вышла замуж за В. И. Кельсиева, после его возвращения в Россию. В 1872 году она овдовела и снова вышла замуж. Вместе с мужем-народником в 1874 году она уехала в Соединённые Штаты Америки. Муж в том же году вернулся по делам в Россию, где скоропостижно скончался, и Зинаида Рагозина осталась в Америке одна, без друзей и средств к жизни. Благодаря своей энергии она открыла для молодых девушек курсы по истории, музыке и иностранным языкам, устраивала также вечера, где знакомила американок с культурой России: с её религией, обществом, музыкой. Когда известный издатель Джордж Путнем решил издать серию популярных исторических трудов, по рекомендации известного профессора Д. Латена он обратился к Зинаиде Рагозиной с просьбой написать историю Халдеи, Ассирии и Вавилона. В результате на основании своих лекций она написала 6 томов, в том числе «Историю Халдеи с древнейших времен до подъёма Ассирии» (1886), «Историю Ассирии от подъёма империи до падения Ниневии» (1887), «Историю Мидии, Вавилона и Персии», «Историю Ведической Индии, в основном на материалах Ригведы» (1895) и «Историю мира: первобытные народы» (2 тома, 1899—1900). С Путнемом у неё установились дружеские отношения, и она написала для него ещё и серию рассказов из «героических веков», в которую вошли «Зигфрид, герой севера», «Беовульф, англо-саксонский герой», «Фритьоф, норвежский викинг», «Роланд, французский рыцарь». В начале 1890-х гг. Чарльз Крейн решил издать в США современную книгу по русской истории, избрав сочинение Анатоля Леруа-Больё «Империя царей и русские» (1891). Перевод этой книги он заказал З. А. Рагозиной. В тот же период ею была написана серия лекций «The Making of Russia» для лицея Беркли в Нью-Йорке.
В 1900 году Рагозина вернулась в Россию, где продолжила заниматься переводами; писала и переводила литературу для детей, в частности, первые переводы рассказов Сетона-Томпсона («Чернобурая лисица») и Джека Лондона («Бог его отцов»), Джорджа Вашингтона Карвера. Рагозиной была написана биография слепоглухонемой девушки Елены Келлер. Помимо этого, она переводила и популярную в те годы социальную литературу: «Багровое царство: Соц.-дем. фантазия» Давида М. Пэрри; «Дети напрокат» Брэддон. В 1916 году был переведён на русский язык дневник полярного исследователя Роберта Скотта. Она также перевела и издала на русском языке свои собственные сочинения по истории Древнего Востока, ранее напечатанные в США. Печатала также статьи об Америке.
Живя в Петербурге, она не теряла связи со своими американскими друзьями, которые неоднократно посещали Россию в те годы. По заказу Путнема и Крейна она делала переводы на английский язык 4-х томного сборника русских рассказов, изданного в 1920 году.
Весной 1918 года остатки американской общины в Петрограде отметили её 80-летие. В 1921 году американцы, приехавшие в Россию в составе миссий помощи голодающим, обнаружили здесь её и нескольких сограждан, страдающих от голода и последствий разрухи.
В конце жизни проживала в Петрограде — Ленинграде на Подольской улице, 28. Скончалась 18 мая 1924 года, похоронена 21 мая на Новодевичьем кладбище. Захоронение не сохранилось.

## Членство в научных обществах
- Американское востоковедное общество[вд][5][6]
- Парижское этнологическое общество[вд][5][6]
- Викторианский институт[вд] в Лондоне[5]
- Королевское азиатское общество Великобритании и Ирландии[6]